# Phyllococcus oahuensis
Phyllococcus oahuensis е изчезнал вид насекомо от семейство Pseudococcidae.

## Разпространение
Видът е бил ендемичен за Хавай.